# 君士坦丁·第欧根尼 (罗曼努斯四世之子)
君士坦丁·第欧根尼（希臘語：Κωνσταντίνος Διογένης；？-1073）是拜占庭皇帝罗曼诺斯四世（1068-1071）之子。
他是罗曼诺斯四世与其首任妻子安娜（保加利亚贵族阿卢西安之女）的儿子，1068年罗曼努斯四世与前任皇帝遗孀优多基娅结婚而登位，因此排除了君士坦丁的继承权。君士坦丁与其祖父，著名将领君士坦丁·第欧根尼（1032年去世）同名。
当时前任拜占庭皇帝伊萨克一世·科穆宁的弟媳，“女宫殿负责人”安娜·达拉塞内不满于执政的杜卡斯家族，认为他们不正当地诱骗伊萨克一世退位，并诱使其丈夫约翰·科穆宁放弃继承权。因此她与罗曼诺斯四世合作，令其得以上台称帝。为了巩固两家之间的合作并展示实力，她安排君士坦丁·第欧根尼与自己的女儿狄奥多拉·科穆宁娜结婚，此时应发生于罗曼诺斯四世在位期间。
君士坦丁1073年跟随舅子伊萨克·科穆宁前往安条克附近与塞尔柱突厥人作战，结果战死沙场。11世纪90年代，一位身份不明之人自称是君士坦丁·第欧根尼，1095年招引库曼人进攻帝国，但被诱捕并致盲。

## 引用
1. 1 2  Neville 2012，第77頁.
2. ↑  Cheynet 1996，第276頁.
3. ↑  Neville 2012，第77, 106頁.
4. ↑  Finlay, George. . William Blackwood and Sons. 1854. pp. 55,74.
5. ↑  Cheynet 1996，第99–100頁.
6. ↑  Skoulatos 1980，第75–177頁.